# Општина Ваља Виилор (Сибињ)
Ваља Виилор (рум. Valea Viilor) општина је у Румунији у округу Сибињ.
Oпштина се налази на надморској висини од 441 m.